# ایرنه هندریکس
ایرنه هندریکس (انگلیسی: Irene Hendriks؛ زادهٔ ۱۳ آوریل ۱۹۵۸) بازیکن هاکی روی چمن اهل هلند بود.